# Baanwielrennen op de Paralympische Zomerspelen 2020 - Achtervolging vrouwen B
Het onderdeel achtervolging vrouwen B bij het baanwielrennen tijdens de Paralympische Zomerspelen 2020 vond plaats in de Velodroom van Izu, Japan. Deze klasse is voor de renner die blind of slechtziend is, zij rijden op een tandem samen met een renner zonder handicap (de piloot). 

## Opzet competitie
De competitie begint met een kwalificatieronde waarin het een onderlinge race tussen de 9 duo's omvat; alle 9 duo's worden verdeeld in 5 heats (dus 1 heat bestaat uit 2 duo's). De twee snelste duo's in de kwalificatie kwalificeren zich voor de gouden finale, terwijl de derde en vierde snelste zich kwalificeren voor de de bronzen finale, waar ze tegen elkaar zullen racen. De afstand van dit evenement bedraagt 3 km. Zowel de finales als de kwalificatieronde worden op één dag verreden.

## Uitslag

### Kwalificatie
| # | Heat | Rensters | Rensters                                  | tijd     | tijd   |
| - | ---- | -------- | ----------------------------------------- | -------- | ------ |
| 1 | 5    | GBR      | Lora Fachie Corrine Hall pilote           | 3:19.483 | GB, WR |
| 2 | 4    | IRL      | Katie-George Dunlevy Eve McCrystal pilote | 3:19.946 | GB     |
| 3 | 2    | GBR      | Sophie Unwin Jenny Holl pilote            | 3:22.670 | BF     |
| 4 | 5    | BEL      | Griet Hoet Anneleen Monsieur pilote       | 3:25.418 | BF     |
| 5 | 2    | POL      | Dominika Putyra Ewa Bańkowska pilote      | 3:26.483 |        |
| 6 | 4    | POL      | Justyna Kiryła Aleksandra Tecław pilote   | 3:31.875 |        |
| 7 | 3    | NED      | Larissa Klaassen Imke Brommer pilote      | 3:32.620 |        |
| 8 | 3    | GBR      | Aileen McGlynn Helen Scott pilote         | 3:35.858 |        |
| 9 | 1    | SWE      | Louise Jannering Jenny Eliasson pilote    | 3:53.457 |        |

### Gouden finale
| #      | Rensters | Rensters                                  | tijd     |
| ------ | -------- | ----------------------------------------- | -------- |
| Goud   | GBR      | Lora Fachie Corrine Hall pilote           | 3:19.560 |
| Zilver | IRL      | Katie-George Dunlevy Eve McCrystal pilote | 3:21.505 |

### Bronzen finale
| #     | Rensters | Rensters                            | tijd     |
| ----- | -------- | ----------------------------------- | -------- |
| Brons | GBR      | Sophie Unwin Jenny Holl pilote      | 3:23.446 |
| 4     | BEL      | Griet Hoet Anneleen Monsieur pilote | 3:25.654 |